# 美图秀秀
美图秀秀是2008年由廈門美圖網科技有限公司出品的一款图像处理软件，普及于中国大陆，也有廣大臺灣和香港用户使用。
美图秀秀由美图网研发推出，是一款免费图片处理软件，能運行於多種平台，包括iOS和Android等等。軟體備有图片特效、美容、拼图、场景、边框、饰品等功能，加上每天更新的精选素材，聲稱可以让用戶1分钟做出大片效果，还能一键分享到新浪微博、人人网和QQ空间。

## 主要功能
- 美化图片
- 美容
- 插入饰品
- 加入文字
- 加入貼紙
- 色彩平衡
- 圖片剪裁
- 添加边框
- 更改场景
- 制作闪图
- 制作“摇头娃娃”
- 制作拼图
- 模糊背景